# Sutton upon Tern
Sutton upon Tern – wieś w Anglii, w hrabstwie Shropshire. Leży 26 km na północny wschód od miasta Shrewsbury i 223 km na północny zachód od Londynu.